# Соколов Микола Євлампійович
{\displaystyle }
Микола Євлампійович Соколов (1946, Ярославль, Росія) — український художник, працює в галузі монументально-декоративного мистецтва.

## Біографія
Народився в Росії, у місті Ярославль. Навчався в Ярославському художньому училищі на відділенні живопису у А.Тамбасова (1961-1967), потім в Санкт-Петербурзькій Державній художньо-промисловій Академії (ЛВХПУ ім. В.Мухіної), педагоги Г.Рублев, К.Іогансен, Г.Савінов (1971-1976). З 1976 року проживає в Києві. Член Національної спілки художників України (1995).
Автор мозаїк, розписів і вітражів в містах Києві, Алушті, Івано-Франківську та Новосибірську. Сформувався як художник-монументаліст. У подальшому також працював як графік, аквареліст.
Доктор мистецтвознавства Олександр Найдьон так визначає творчу манеру Миколи Соколова: «… для Миколи Соколова, судячи з його творчості, культура не постачальник сучасних формообразів, а реальний історичний простір, населений живими ціннісними реаліями. Художникові притаманні розмаїтість, опозиційність, поліфонія».
З 1995 року викладає у Київському вищому коледжі мистецтв ВМК КДАМ.
Працював над відтворенням мозаїк в центральному куполі Михайлівського Золотоверхого собору в Києві (1999-2000).
З 1966 року бере участь у виставках в Україні та за її межами, з 1986 проводить персональні виставки.
Роботи художника знаходяться в Центрі мистецтв Лос-Анжелеса (США), а також приватних колекціях в країнах Європи, в Австралії, Канаді, Ізраїлі, Японії та ПАР.

## Персональні виставки
2008 р. -  галерея НЮ АРТ -  "Місто і НЕ місто".
2017 р. -  галерея НЮ АРТ -  "Місто і кішки".
2017 р. - галерея "Митець" - "Про любов".
2018 р. - Музей видатних діячів української культури - "Місто і час".

## Основні твори
Вітражі:
- «Природа і людина», м. Новосибірськ (Росія) (1991);
- «В саду» (1995).

Мозаїки в Михайлівському Золотоверхому соборі (1999).